# Swetlana Fjodorowna Daniltschenko
Swetlana Fjodorowna Daniltschenko (russisch Светлана Фёдоровна Данильченко, verh.: Papatakis, russisch Папатакис; * 18. Februar 1938 in Mykolajiw, Sowjetunion; † 1. Oktober 2008) war eine sowjetische Theater- und Film-Schauspielerin.

## Herkunft und Laufbahn
Swetlana Daniltschenko war die Tochter einer Verkäuferin († 1967) und eines Militärangehörigen, der die Familie aber 1954 verließ. Das Paar hatte außerdem einen Sohn. 1945 zogen die Daniltschenkos nach Troizk, wo sie zur Schule ging und sich erstmals kreativ betätigte.
Von 1956 bis 1962 ließ sich die junge Frau am Staatlichen All-Unions-Institut für Kinematographie unter Grigori Kosinzew ausbilden und nahm danach eine Stelle beim Experimentellen Pantomimetheater Ektemim an. Hier war Alexander Rumnew ihr Vorgesetzter. Für die Saison 1964/65 war Daniltschenko am Lenkom-Theater zu sehen. Nach ihrer Verpflichtung durch das Mosfilmstudio im Mai 1970 wechselte sie zum Stab des Theaterstudios der Kinodarsteller und verblieb dort bis 1983.
Noch während des Studiums gab die dunkelhaarige Mimin ihr Filmdebüt in Jewgeni Nemtschenkos Sozialdrama Горячая душа (Gorjatschaja duscha, 1960). Es sollte das einzige Engagement als Hauptdarstellerin bleiben. Bis 1981 folgten noch 19 weitere Projekte, wobei ihre Auftritte in Когда начинается юность (Kogda natschinajetsja junost, 1959), Helden der Tscheka (1964), Вечный зов (Wetschny sow, 1973/1983) Chauffeure in Ketten und Uzala, der Kirgise (beide 1975) als die wichtigsten gelten. Für die Verfilmung des Romans Die Tscheka greift ein wurde ihre Rolle jedoch von Soja Tolbusina synchronisiert. 1977 war Daniltschenko außerdem in der Dokumentation Снимает Акира Куросава (Snimajet Akira Kurosawa) zu sehen. Neben ihren Engagements für Mosfilm trat sie anfangs auch in Produktionen von Lenfilm, dem Kiewer Dowschenko-Studio sowie dem Gorki-Studio auf. Obwohl Daniltschenko aus erster Ehe den Familiennamen Papatakis trug, wurde sie bis auf Хождение по мукам – Фильм 1: Сёстры (Choschdenije po mukam – Film 1: Sjostry) stets unter ihrem Geburtsnamen in den Credits genannt und ist allgemein auch unter diesem bekannt geworden.
1983 zog sich Daniltschenko aus der Öffentlichkeit zurück.

## Privates
Im Januar 1965 heiratete sie den 20 Jahre älteren Nikos Papatakis, einen Franzosen äthiopisch-griechischer Herkunft, und lebte mit ihm zwei Jahre in Äthiopien. Beide hatten einen Sohn namens Sergei, mit dem Daniltschenko 1967 in die Sowjetunion zurückkehrte. Später zog er wieder zu seinem Vater. 1976 ließ sich das Paar scheiden und die Schauspielerin heiratete noch im selben Jahr den General Nikolai Perwuschin. Im November 1976 kam der gemeinsame Sohn Pjotr zur Welt. Mit ihm wohnte Daniltschenko zuletzt in bescheidenen Verhältnissen in dem Dorf Tschaszowskoje bei Odinzowo. Sie litt in späteren Jahren an Alkoholismus.
Die ehemalige Darstellerin starb 2008, wobei einzelne Quellen auch 2003 als Todesjahr nennen. Ihr Grab befindet sich auf dem Petelinskoje-Friedhof in Tschaszowskoje.

## Theaterarbeit (Auswahl)

### Lenkom-Theater
- Am Tag der Hochzeit (W den swadby) – von Wiktor Rosow

### Theaterstudio der Kinodarsteller
- La dama boba – von Lope de Vega
- Слава (Slawa) – von Wiktor Gusew
- Милый, странный доктор (Mily, stranny doktor) – von Anatoli Sofronow

## Filmografie (Auswahl)
- 1960: Горячая душа (Gorjatschaja duscha)
- 1964: Helden der Tscheka (Sotrudnik TschK)
- 1970: Das Geheimnis des Zauberers (Korol-olen)
- 1971: Belarussischer Bahnhof (Belorusski woksal)
- 1973/83: Вечный зов (Wetschny sow) (Fernsehreihe)
- 1975: Chauffeure in Ketten (Okovani šoferi)
- 1975: Uzala, der Kirgise (Dersu Usala)
- 1977: Хождение по мукам – Фильм 1: Сёстры (Choschdenije po mukam – Film 1: Sjostry)